# Плака (Ласітіон)
35°17′56″ пн. ш. 25°43′41″ сх. д. / 35.299° пн. ш. 25.728° сх. д.
Плака (грец. Πλάκα) — невеличке селище, що знаходиться в номі Ласітіон, Греція.
По сусідству розташовані містечко Елунда та острів Спіналонга, який має велике історичне значення. Також поблизу знаходяться руїни історичних міст Олуса і Лато, дорійське населення якого перебувало в постійних прикордонних конфліктах з усіма сусідами. Туристичні човни ходять від Плаки до Спіналонги щоденно. Дорога займає приблизно 10 хвилин.